# Villahermosa (México)
Villahermosa é a capital do Estado de Tabasco, no México. Localiza-se no sudeste do país. Tem cerca de 335 mil habitantes. Foi fundada em 24 de junho de 1564 pelo espanhol Diego de Quijana no final do século XVI, designando-se San Juan Bautista , em homegam ao santo até 1915.  Seu gentilicio es villahermosino ou capitalino. o nome colonial original foi "Villa Hermosa de San Juan Bautista", que depois da Revolução Mexicana, fico somente "Villahermosa" ou "Cidade de Villahermosa". Concentra a maior população urbana do estado de Tabasco.
A cidade se destaca como um centro de negócios e administração da indústria petrolífera e do sudeste do México. Villahermosa é uma cidade moderna com uma grande abundância de recursos naturais e goza de ser a conexão entre a Cidade do México (880 km) e as mais importantes cidades do região sudeste como Cancun a (900 km), Mérida a (500 km) Campeche (390 km), Tuxtla Gutiérrez (298 km) e Ciudad del Carmen a (168 km). Assim mesmo, se encontra próxima a fronteira da Guatemala, com ascesso pela rodovia internacional Villahermosa-Tenosique-Flores(Tikal).

## História

### Fundação
Suas origens se remontam a 1519, quando Hernán Cortés, talvez depois de estar perto do Malinche, fundada na margem esquerda da enclave do rio Grijalva, que deram ao local o nome de Santa María de la Victoria.
Em 1557, devido aos continuos ataques piratas, um grupo de espanhois abandonam Santa María de la Victoria e para trás do río Grijalva chegando a um lugar onde havia três montes e se estabeleceram lá, nomeando San Juan Bautista, por terem chegado justamente no dia no santo.
Em 1564, o Dr. Diego de Quijada, prefeito maior de Yucatán, chegou de visita província de Tabasco, chegando ao mesmo lugar onde - segundo ele dizia ao rei Felipe II -, "em 24 de junho deste ano 1564 senhor, tem um lugar muito bom(...) eu tracei e distribuídos entre as ruas solar espanhol, assim como procedi a traçar a praça de armas em um monte livre de inundações e desde de onde se divisa o rio, a que intitulei Monte da Eminencia...".

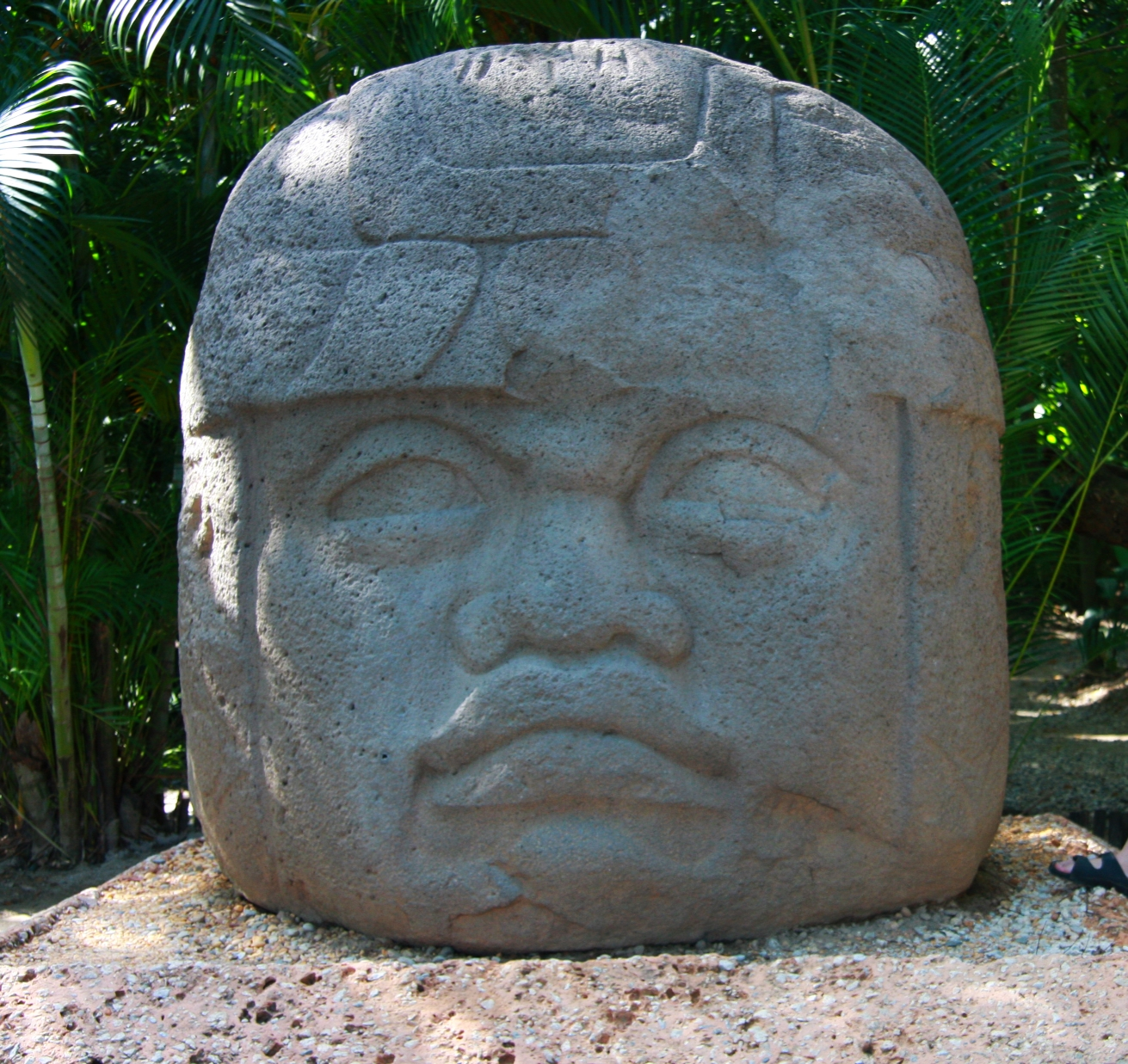
Cabeça Olmeca. Parque Museu La Venta.

Quijada disse ter levado consigo desde Santa María de la Victoria, - nesse então centro político de toda a província, assentada na costa de Tabasco-, a um grupo de "espanhois pobres", 20 léguas terra adentro onde existiam pequenos morros aos que batizaram (Concepción, Esquipulas, e Eminência), Quijada o considero um "muito bom asento",  e  depois começaram a subir "bezerros e outros animais" e o nomeou Villa Carmona pela similaridade que viu com ums vales do rio Guadalquivir ao passar por Carmona em sua Espanha natal, e termina dizendo: "(...) entendido tenho que este povoado irá cada dia em aumento e permanecerá por ele, aquela província..."

### Época Colonial
A Vila Carmona, posteriormente foi batizada como San Juan Bautista de Villahermosa, e se dividiu em bairros. O mas antigo deles foi o bairro de Esquipulas, sobre a crista do morro Esquipulas e ao redor da Igreja de Nosso Senhor de Esquipulas, com sua imagem de Cristo Negro, que possivelmente tenha sido trazida de Esquipulas, na Guatemala no século XVIII.
Até o ano de 1596 o prefeito de Tabasco Lázaro Suárez de Córdova, que continuava despachando em Santa María de la Victoria por ser a capital, e devido a que os piratas estavam atacando muito as costas tabasquenhas, mandaconstruir em San Juan Bautista (hoje Villahermosa) a Casa Forte Almacén Real, localizado no que são as atuaies ruas de Juárez, Reforma, Madero e Lerdo.
Em 1598 o rei Felipe IIconcede a cudade de San Juan Bautista um escudo real (que atualmente identifica o estado de Tabasco) e o título de "Villa Hermosa de San Juan Bautista".
Em 1604, o prefeito maior  de Tabasco Juan de Miranda, solicita ao Vice-rei Juan de Mendoza y Luna a autorização para que os poderes sejam mudados de Santa María de la Victoria a San Juan Bautista, também para solicitar que se mudasse o nome da cidade de San Juan de Villahermosa.

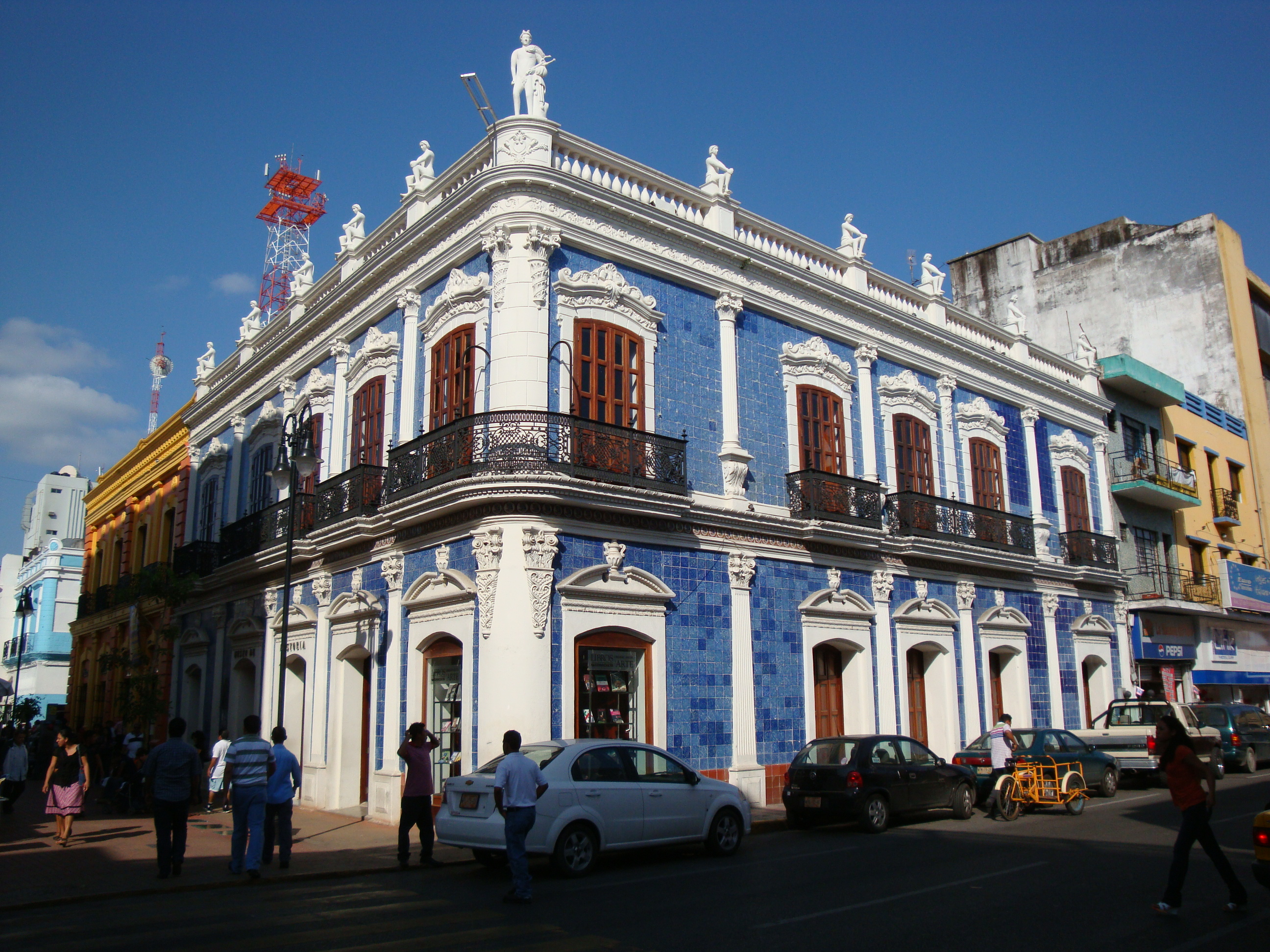
Centro Histórico de Villahermosa, Tabasco.

Em 1640 devido aos continuos ataques piratas na vila de Santa María de la Victoria, as autoridades da província solicitam ao Vice-rei Diego López Pacheco Cabrera y Bobadilla que a capital da província seja mudada para San Juan de Villahermosa, o que o vice-rei utoriza em 3 de fevereiro de 1641. O traslado de poderes se fez efetivo em 24 de junho do mesmo ano, fato que torna Villahermosa a nova capital da província de Tabasco. Construiram imediatamente o Forte da Encarnação, no que hoje é o parque dos pássaros, na esquina que formam as atuais ruas de 5 de maio e Zaragoza ao pé do morro de "A Encarnação".
Em 1677 sendo prefeito maior Diego de Loyola, os corsarios atacam ferozmente a capital Villahermosa de San Juan Bautista, obrigando as autoridades a abandonar a cidade e mudar os poderes para a vila de Tacotalpa, que foi capital da província por 139 anos.

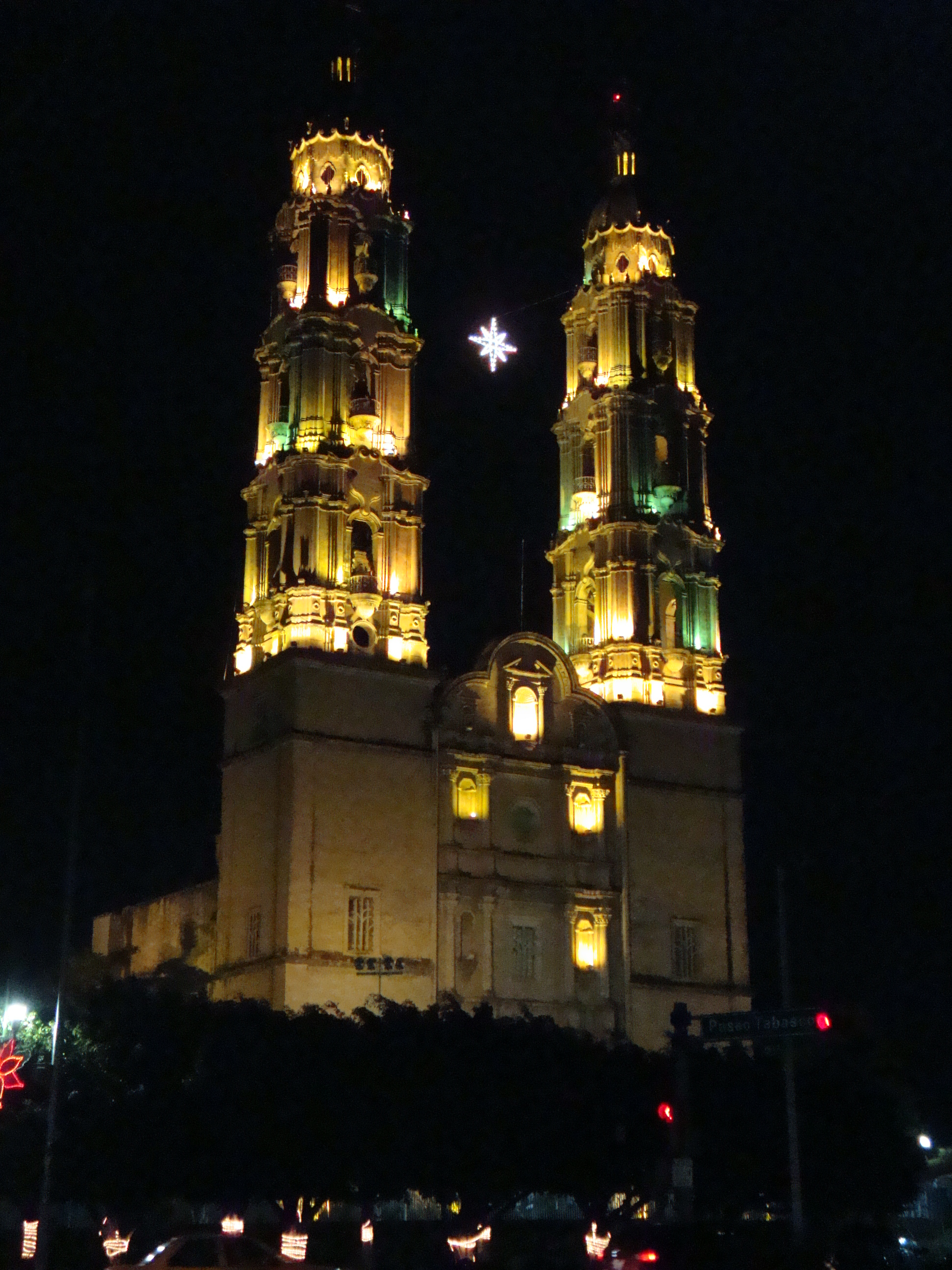
Catedral de Villahermosa.

Em 1668 se constroem em Villahermosa, vigias, trincheiras e fortificações, para proteger a desolada cidade dos ataques piratas. No entanto, em 1711 Villahermosa é novamente atacada ferozmente pelos piratas que incendiam a Casa Forte Almacén Real.
No ano de 1717 o então prefeito de Tabasco Alonso Felipe Andrade, e o capitão Juan de Amestoy, a frente de um exército de tabasquenhos atacam os piratas na Isla de Tris (hoje Isla del Carmen) que naquele tempo  pertenecia a Tabasco, os derrotando e fundando em 16 de julho desse ano a Vila de Nossa Senhora de Carmen (hoje Ciudad del Carmen).
Depois de pouco mais de um quarto de século, em janeiro de 1795 o vice-rei Miguel de la Grúa Talamanca autoriza a mudança dos poderes da província de Tabasco de Tacotalpa para Villahermosa de San Juan Bautista, tendo em efeito na segunda 15 de agosto do mesmo.
O bairro de La Punta o de La Concepción foram os siguintes passos de crescimento de San Juan que transcendeu os primeiros límites naturais do local. Desenvolvendo ao redor da igreja de Nossa Senhora da Inmaculada Concepção -"La Conchita"-, o bairro foi conhecido também como La Punta por estar ao extremo sul da cidade, sobre um lado do morro La Eminência, entre o rio Grijalva, a lagoa de La Pólvora e o principal traçado da cidade. O último bairro que data do final da época colonial, dos primeiros anos do século XIX, foi o bairro de Santa Cruz, com seu centro na igreja de mesmo nome. Este bairro se desesenvolveu ao norte do primeiro assentamento e sobre os terrenos pantanosos e de pastagens para tomar seu trajeto final ao norte da cidade mais antiga.
A cidade viveu tranquilamente durante os últimos anos da Colonia, sendo um importante porto fluvial.

## Geografia

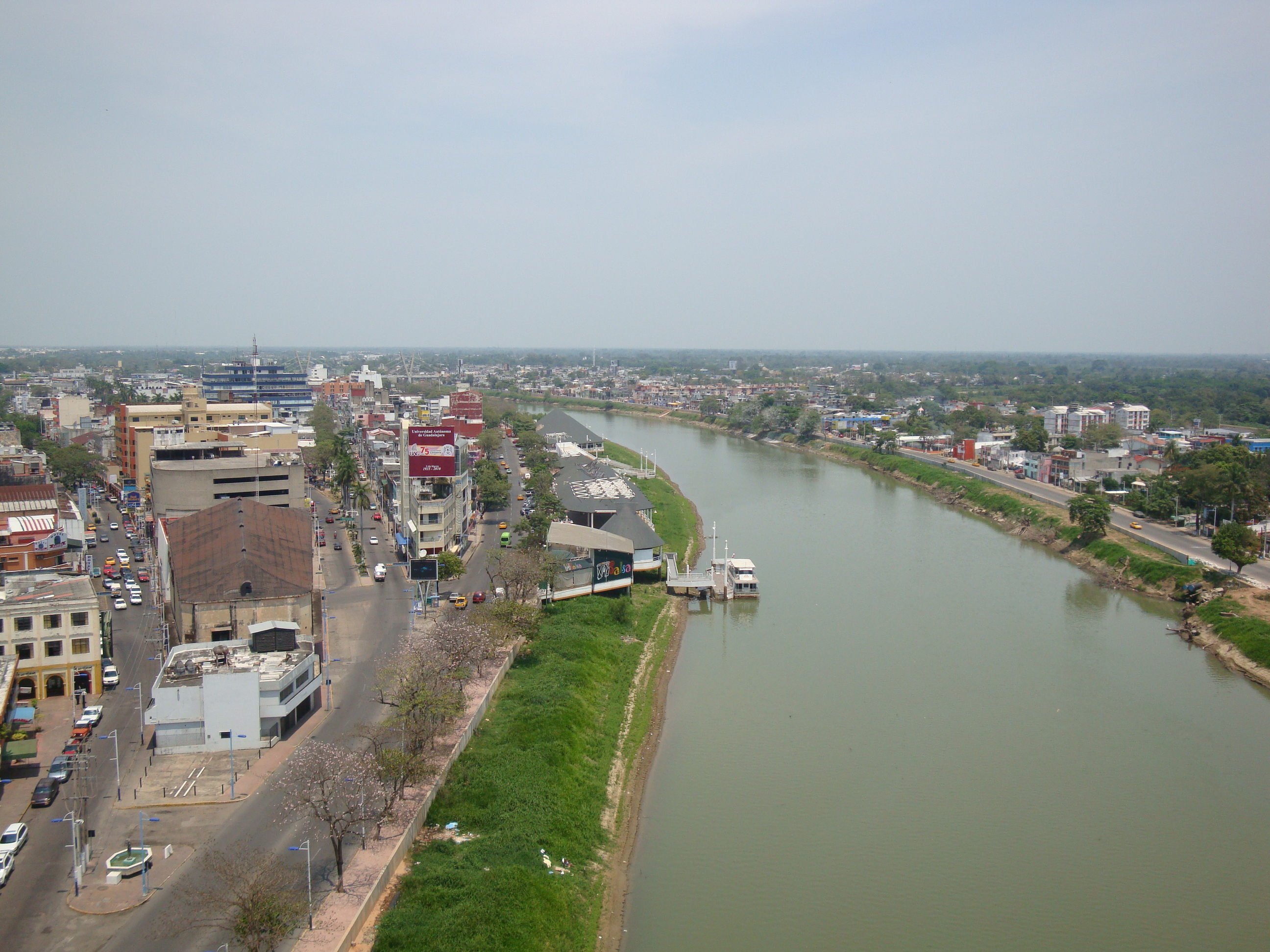
Rio Grijalva, uma vez que passa em frente da cidade de Villahermosa, Tabasco.

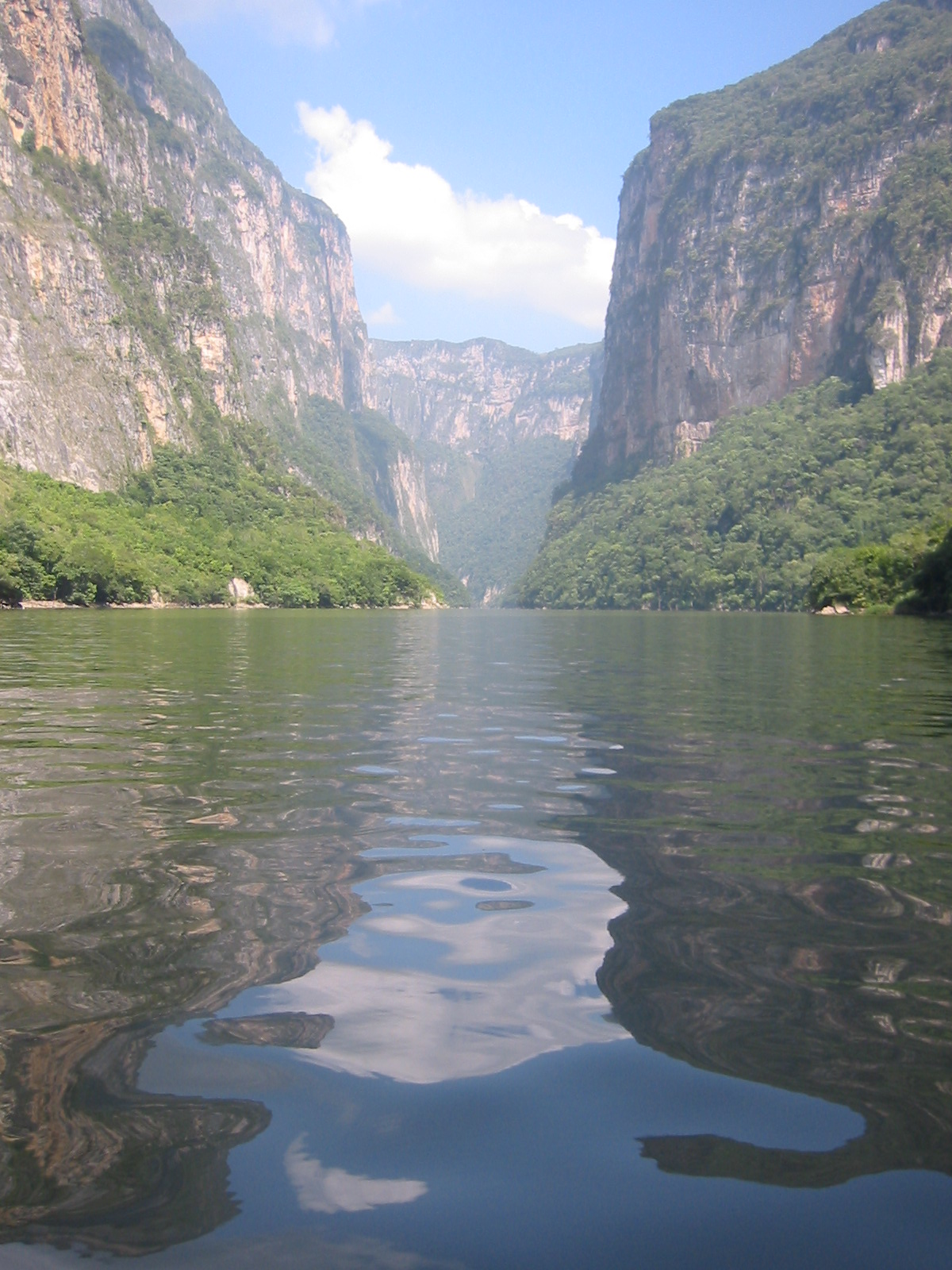
Rio Grijaval no Desfiladeiro del Sumideiro que começa em Chiapas e segue para Tabasco.

Villahermosa se encontra encravada no sudeste do México entre os rios Grijalva e Carrizal, a uma altura média de 10 metros sobre o nível do mar. A cidade, também tem além dos rios que atravisam possui várias lagoas interiores sendo a de maior extensão e importância a Lagoa das Ilusões.

### Localização
A cidade de Villahermosa se localiza no município de Centro da qual é sede municipal, e que por ser a capital de Tabasco, é a principal cidade e município do estado, locazalizada entre os paralelos 18°20’ de latitude norte e 93º 15’ de longitude oeste. Se localiza ao norte com os municípios de Nacajuca e Centla, ao sul com o município de Jalpa de Méndez, e o estado de Chiapas, a leste com os municípios de Centla e Macuspana e a oeste com o estado de Chiapas, e o municipio de Cárdenas e o município de Nacajuca.

### Extensão
A extensão territorial do município é de 1,612 km², dos quais correspondem a 6.9% do total do estado, ocupando o 7º lugar na escala de extensão municipal.
Sua divisão territorial está formada por uma cidade, 7 vilas, 6 povoados, 167 fazendas, 36 pequenos vilarejos, 61 colonias e 52 fracionamentos. No município se localizam 13 centros de desenvolvimento regional (CDR) nos que se desenvolvem a maioria das atividades econômicas e sociais, estas são: Vila Macultepec, Vila Ocuiltzapotlán, Vila Parrilla 1ª divisão, Villa Subtenente García, (Praias do Rosario), Povoado Novo das Raízes, Povoado dos Montes, Villa Luis Gil Pérez, Villa José G. Asmitia (Tamulté das Sabanas), Povoado Acachapan e Colmena 3ª divisão, Povoado Boa Vista 1ª divisão, Fazenda Boca de Aztlán, Fazendao e Cacao 1ª divisão, Fazenda da Volta.

### Orografia
Apresenta aspecto de uma vasta planície cortada em trechos por morros baixos de natureza argilasa, de cor mais ou menos avermelhado, e baixos pantanosos, espalhadas sobre a superfície coberta por erva daninha e plantas aquáticas. A altura municipal é d 10 msnm.

### Hidrografia
Os principais recursos hidrológicos do município são as águas do rio Grijalva com seus afluentes: os rios Samaria, Carrizal, e rio Viejo.
As principais lagoas no município são: Ilusões, O Camarão e O Negro, Chilapa Campo, Horizonte, Pucté e Maluco, que no seu conjunto ocupam por volta de 13,000 hectáres, mesmas que representam 6.4% da área municipal; também tem outras importantes como: Ismate Chilapa, Jaguacté, O Corcho, Sabana Nova, O Manguito, Jitalito, Praia do Pozo, O Vigía, Trujillo o Cuhy, O Pueblo, O Campo, O Guao e O Espino.

### Clima
O clima é igual a maior parte do estado de Tabasco, em Villahermosa é quente-úmido. A temperatura durante a primavera pode chegar superar os 40 °C, com uma umidade relativa superior a 90%, as precipatações são muito fortes durante as estações mais quentes, ultrapassando 2.000 milímetros de chuvas, durante o curto inverno é muito mais clima tropical com estação seca e as temperaturas são um pouco mais baixas. É um bom destino turístico já que na primavera e verão o sol é forte, enquanto que no curto inverno e outono o clima é agradável já que na maior parte do ao faz muito calor.
| Dados climatológicos para Villahermosa            | Dados climatológicos para Villahermosa | Dados climatológicos para Villahermosa | Dados climatológicos para Villahermosa | Dados climatológicos para Villahermosa | Dados climatológicos para Villahermosa | Dados climatológicos para Villahermosa | Dados climatológicos para Villahermosa | Dados climatológicos para Villahermosa | Dados climatológicos para Villahermosa | Dados climatológicos para Villahermosa | Dados climatológicos para Villahermosa | Dados climatológicos para Villahermosa | Dados climatológicos para Villahermosa |
| Mês                                               | Jan                                    | Fev                                    | Mar                                    | Abr                                    | Mai                                    | Jun                                    | Jul                                    | Ago                                    | Set                                    | Out                                    | Nov                                    | Dez                                    | Ano                                    |
| ------------------------------------------------- | -------------------------------------- | -------------------------------------- | -------------------------------------- | -------------------------------------- | -------------------------------------- | -------------------------------------- | -------------------------------------- | -------------------------------------- | -------------------------------------- | -------------------------------------- | -------------------------------------- | -------------------------------------- | -------------------------------------- |
| Temperatura máxima recorde (°C)                   | 38                                     | 38                                     | 41                                     | 42                                     | 42                                     | 41                                     | 39                                     | 40                                     | 38                                     | 37                                     | 38                                     | 35                                     | 40                                     |
| Temperatura máxima média (°C)                     | 31                                     | 31                                     | 34                                     | 36                                     | 37                                     | 37                                     | 36                                     | 36                                     | 35                                     | 33                                     | 32                                     | 31                                     | 31                                     |
| Temperatura mínima média (°C)                     | 17                                     | 18                                     | 18                                     | 20                                     | 22                                     | 23                                     | 22                                     | 22                                     | 22                                     | 21                                     | 20                                     | 18                                     | 22                                     |
| Temperatura mínima recorde (°C)                   | 10                                     | 13                                     | 13                                     | 16                                     | 18                                     | 19                                     | 20                                     | 20                                     | 20                                     | 17                                     | 14                                     | 13                                     | 15                                     |
| Precipitação (mm)                                 | 61                                     | 20                                     | 4                                      | 5                                      | 3                                      | 67                                     | 195                                    | 215                                    | 342                                    | 243                                    | 160                                    | 63                                     | 1 404,6                                |
| Fonte: Servicio Meteorológico Nacional 14/04/2010 |                                        |                                        |                                        |                                        |                                        |                                        |                                        |                                        |                                        |                                        |                                        |                                        |                                        |

## Educação
A cidade possui uma extensa rede de escolas primárias, secundárias e faculdades, também centros preparatórios educacionais.
Entre as instituições universitárias mais importante do estado de Tabasco estão:
- Universidade Juárez Autónoma de Tabasco (UJAT)
- Instituto Tecnológico de Villahermosa
- Universidade Tecnológica de Tabasco
- Universidade del Valle de México
- Universidade Mundo Maya
- Universidade Olmeca
- Universidad Autónoma de Guadalajara Campus Tabasco

## Cidades-irmãs
- San Bernadino, Estados Unidos
- Coatzacoalcos, México
- Alexandria, Egito  (Em Andamento)
- Cooktown, Austrália (Projeto)
- Montreal, Canadá (Projeto)